# Fuscidea mayrhoferi
Fuscidea mayrhoferi är en lavart som beskrevs av Kantvilas. Fuscidea mayrhoferi ingår i släktet Fuscidea och familjen Fuscideaceae.   Inga underarter finns listade i Catalogue of Life.